# Església de Nuestra Señora de la Asunción
L'església de Nuestra Señora de la Asunción, comunament coneguda com l'església de Santa Maria, és l'església parroquial de Santa Maria a la província d'Ilocos Sud, Filipines. L'església està inscrita en la llista del Patrimoni de la Humanitat de la UNESCO l'11 de desembre de 1993 com a part de les esglésies barroques de les Filipines, una col·lecció de quatre esglésies colonials espanyoles de l'època barroca.
L'església de Santa Maria és un punt d'atracció per als fidels catòlics a Ilocos Sud com pel turisme. No és sols una reminiscència dels quatre segles de dominació espanyola d'aquesta zona, sinó també una estructura única amb un disseny arquitectònic diversificat de maons i morter. Va ser construït al cim d'un turó, no sols com un lloc d'observació i una fortalesa sinó com un centre religiós durant l'administració primerenca de la regió tant pels frares com pels soldats d'Espanya.